# Rango
Rango – amerykański film animowany z 2011 roku w reżyserii Gore’a Verbinskiego. W oryginalnej, angielskiej wersji dubbingu, tytułowemu bohaterowi głosu udzielił Johnny Depp a w wersji polskiej Wojciech Paszkowski.
Światowa premiera produkcji odbyła się 3 marca 2011 roku, natomiast w Polsce 4 marca 2011.

## Obsada
| Obsada             | Polska wersja językowa | Postać             | Postać           |
| Obsada             | Polska wersja językowa | Oryginalne imię    | Polskie imię     |
| ------------------ | ---------------------- | ------------------ | ---------------- |
| Johnny Depp        | Wojciech Paszkowski    | Rango              | Rango            |
| Isla Fisher        | Monika Pikuła          | Beans              | Fasola           |
| James Ward Byrkit  | Jarosław Domin         | Waffles            | Waffles          |
| Abigail Breslin    | Justyna Bojczuk        | Priscilla          | Priscilla        |
| Alfred Molina      | Grzegorz Pawlak        | Roadkill           | Roadkill         |
| Bill Nighy         | Miłogost Reczek        | Rattlesnake Jake   | grzechotnik Jack |
| Harry Dean Stanton | Stanisław Brudny       | Balthazar          |                  |
| Alanna Ubach       |                        | Boo                |                  |
| Ray Winstone       | Zbigniew Konopka       | Bad Bill           |                  |
| Nika Futterman     |                        | Akiano             |                  |
| Claudia Black      |                        | Angelique          |                  |
| Ned Beatty         | Włodzimierz Bednarski  | Mayor              | Burmistrz        |
| Timothy Olyphant   | Aleksander Mikołajczak | Spirit of the West | Duch Zachodu     |
| Alanna Ubach       |                        | Fresca             |                  |
| Lew Temple         | Mirosław Wieprzewski   | Furgus             | Pan Furgus       |
| Ian Abercrombie    |                        | Ambrose            |                  |
| Stephen Root       |                        | Doc                |                  |
| John Cothran Jr.   | Adam Bauman            | Elgin              |                  |
| Beth Grant         |                        | Bonnie             |                  |
| Gil Birmingham     |                        | Wounded Bird       |                  |
| Blake Clark        | Jakub Szydłowski       | Buford             | Buford           |
| Joe Nunez          | Jarosław Boberek       | Rockeye            | Rockeye          |
| Chris Parson       |                        | Kinski             | Kinski           |
| Alex Manugian      | Janusz Wituch          | Spoons             |                  |
| Stephen Root       | Aleksander Mikołajczak | Merrimack          | Merrimack        |
| Maile Flanagan     |                        | Lucky              |                  |

## Wersja polska dubbingu
Wersja polska: Start International Polska

Reżyseria: Bartosz Wierzbięta

Tekst polski: Bartosz Wierzbięta

Dźwięk i montaż: Michał Skarżyński

Kierownictwo produkcji: Dorota Nyczek

W pozostałych rolach:
- Jakub Szydłowski – Flan
- Tomasz Steciuk – Mariachi
- Adam Krylik – Mariachi
- Zbigniew Konopka – Jedidiah
- Janusz Wituch – Elbows
- Jarosław Domin – Ezekiel
- Agnieszka Matysiak
- Elżbieta Piwek
- Justyna Bojczuk
- Jacek Król
- Stefan Knothe
- Anna Sroka
- Andrzej Gawroński
- Joanna Węgrzynowska
- Maciej Dybowski
- Wojciech Chorąży
- Bożena Furczyk
- Mikołaj Klimek
- Maciej Kowalik(inne języki)
- Cezary Nowak
- Katarzyna Skolimowska
- Krzysztof Szczerbiński
- Paweł Szczesny
- Robert Tondera
- Anna Ułas
- Monika Wierzbicka
- Miłosz Konkel

Piosenki Mariachi śpiewali: Jakub Szydłowski, Tomasz Steciuk, Adam Krylik